# Angón
Angón è un comune spagnolo di 15 abitanti situato nella comunità autonoma di Castiglia-La Mancia.